# Frederick Haultain
Frederick William Alpin Gordon Haultain (ur. 25 listopada 1857, zm. 30 stycznia 1942) – kanadyjski polityk działający w końcu XIX i pierwszej połowie XX wieku. Haultain swoją całą karierę zawodową i polityczną związał z Terytoriami Północno-Zachodnimi.
Haultain wychował się w Montrealu i Toronto. Studiował prawo na Uniwersytecie w Toronto. W 1882 rozpoczął praktykować prawo w Ontario, lecz już w 1884 przeniósł się do Fort Macload w Dystrykcie Alberta.
W 1877 został wybrany do Rady Terytoriów, a w 1888 do Zgromadzenie Legislacyjnego. W latach 1897 do 1905 był prezydentem Rady Rządowej, co de facto dawało mu status premiera.
Haultain był orędownikiem utworzenia z całego terytorium pojedynczej prowincji, gdy to się okazało niemożliwe, walczył o wykrojenie z najgęściej zaludnionych terenów części prowincji, które uzyskałyby w federacji równe prawa jak pozostałe prowincje.
Po utworzeniu prowincji Alberty i Saskatchewanu związał się z tą drugą. W latach 1905–1912 jako lider Provincial Right Party, stał na czele oficjalnej opozycji w Zgromadzeniu Legislacyjnym. W 1912 został sędzią najwyższym Saskatchewanu, a w 1917 przewodniczącym sądu apelacyjnego w tej prowincji. W latach 1826–1938 był kanclerzem Uniwersytetu Saskatchewanu. W 1938 zrezygnował ze wszystkich funkcji i odszedł na emeryturę. Zmarł w 1942.